# Nieuw-Haamstede
Nieuw-Haamstede (51° 43′ N, 3° 42′ L) é uma cidade dos Países Baixos, na província de Zelândia. Nieuw-Haamstede pertence ao município de Schouwen-Duiveland, e está situada a 25 km, a norte de Middelburg.
Em 2001, a cidade de Nieuw-Haamstede tinha 357 habitantes. A área urbana da cidade é de 0.60 km², e tem 340 residências.
A área de Nieuw-Haamstede, que também inclui as partes periféricas da cidade, bem como a zona rural circundante, tem uma população estimada em 440 habitantes.